# Der eiserne Weg
Der eiserne Weg ist eine aus fünf einstündigen Teilen bestehende Miniserie. Sie wurde im Auftrag des ZDF 1984 gedreht und im Februar 1985 ausgestrahlt. Die Serie spielt in den 30er und 40er Jahren des 19. Jahrhunderts vor dem Hintergrund des Baus der ersten Eisenbahnen in Deutschland.

## Handlung
Der junge Knecht Veit Kolb aus Hausberg in Bayern verliert seine Anstellung bei dem Bauer Kriele, der mit seiner Familie nach Amerika auswandert. Verlobt mit der Tochter des Bauern, möchte Veit seiner Anna nach Amerika folgen. Um sich das Geld für die Passage zu verdienen, verdingt sich Veit zunächst als Forstarbeiter, ehe er mit dem Tagelöhner Johannes zum Bau der Eisenbahn geht. Da er mehrmals beim Versuch scheitert, ein Schiff nach Amerika zu nehmen, geht Veit 1847 schließlich nach Preußen, um weiter beim Bau von Eisenbahnstrecken zu arbeiten. Nach einem Aufstand der Arbeiter werden viele von ihnen erschossen. Veit Kolb wird zu Zwangsarbeit verurteilt.

## Hintergrund
Die fünfteilige Serie entstand aus Anlass des Jubiläums 150 Jahre Deutsche Eisenbahnen. Ursprünglich führte Wolfgang Staudte die Regie. Im Januar 1984 verstarb Staudte jedoch bei Außenaufnahmen im damaligen Jugoslawien überraschend an Herzversagen und wurde in der Folge durch Hans-Werner Schmidt ersetzt. 1986 wurden Bernd Schroeder für das Buch und Hans-Werner Schmidt für die Regie mit dem Adolf-Grimme-Preis mit Silber ausgezeichnet.